# Samsø (ost)
 For alternative betydninger, se Samsø (flertydig). (Se også artikler, som begynder med Samsø)
Samsø ost er en dansk opstukken ost fremstillet af komælk og den eneste danske originale fastost (skæreost). Det er en emmentaler ost og blev fra omkring år 1800 fremstillet på det nu nedrevne andelsmejeri Madebjerggård i Besser på Samsø.
Grundlæggeren var mejeristen Constantin Bruun, der hentede mejerifolk fra Schweiz til Samsø. Ostetypen blev videreudviklet og fik i 1952 det officielle navn Samsø ost. Osten har små huller, et fedtindhold på 28% og en lagringstid på 3-6 måneder.